# 信藤整
信藤 整（のぶとう おさむ、1932年 - 2017年11月26日）は、日本の実業家。元マツダ副社長、元Jリーグ・サンフレッチェ広島社長。

## 来歴・人物
マツダ入社後は、ロータリーエンジン開発などにかかわっている。
1985年、マツダ単独出資のアメリカ生産会社「マツダ・モーター・マニュファクチャリング・USA・コーポレーション」(MMUC)の準備室長から、MMUC初代社長に就任。操業開始一年前の1986年秋に渡米。アメリカに進出した日本メーカーで唯一、激しい闘争で知られる全米自動車労組と労働協約を結び労使協調の生産を目指すが、マツダ式生産手法を定着させることは困難を極め、生産量は低迷した。1990年に帰国、その後はマツダ副社長に就任。
1995年6月から、古田徳昌の後を受けサンフレッチェ広島社長に就任。Jリーグバブルが弾け経営的に苦しんでいたが、母体のマツダは当初Jリーグ参加を見送っていた経緯があるため、スタートから親企業からの赤字補てんは望めなかった。1997年11月30日、球団経営のスリム化を発表、選手年俸の大幅減額や主力流出を決行した。
1998年6月、後任の社長に久保允誉が就任し、信藤はクラブをあとにした。
当時は広島サポーターの選手残留を訴える署名や抗議活動が激しく、信藤に対する風当りも厳しかった。しかし、他クラブに先駆けてスリム化を行なったことでクラブ消滅の危機を救い（1998年横浜フリューゲルス消滅）、他クラブもJリーグバブルのあと厳しい経営をしていたためスリム化を決行しやすくなった（同年ベルマーレ平塚大リストラなど）として一定の評価をされている。久保も「主力の移籍や年俸の削減がなければ、経営はもっと深刻なものになったはず」と評している。

## 関連書籍
- 「日米外交の人間史 : 黒船から経済摩擦まで」(越智道雄著、中央公論新社発行)ISBN 4121501101
  - 第8章　経済文化的太平洋戦争?信藤整＆日本人アドヴァイザーらvsデニー・ポーリー＆フィル・キーリング＆アメリカ人労働者たち
- 「国際事業の企業家精神―先駆者21人のドキュメント」(高橋浩夫編著、中央経済社発行)ISBN 4502524913
  - 第11章　1000億円の体験と挑戦・信藤整―アメリカ工場の完遂